# Under the Influence (ER)
Under the Influence is de vijfde aflevering van het veertiende seizoen van de televisieserie ER, die voor het eerst werd uitgezonden op 25 oktober 2007.

## Verhaal
Dr. Morris heeft het moeilijk nu zijn vriendin Bobeck vrijwilligerswerk doet in het buitenland, ondertussen moet hij zich ook voorbereiden op een schriftelijk examen. 
Dr. Rasgotra krijgt een nieuwe student, Harold Zelinsky. Zelinsky heeft door zijn genialiteit een paar klassen overgeslagen en dr. Rasgotra denkt dat hij te jong is om nu al dokter te spelen. 
Dr. Lockhart krijgt van haar man dr. Kovac te horen dat hij nog langer in Kroatië moet blijven, dit tot grote teleurstelling van haar. Zij heeft het hier zo moeilijk mee dat zij dreigt in haar oude verslaving te vallen, hierom roept zij de hulp in van haar sponsor van de AA dr. Coburn. 
Dr. Gates krijgt van dr. Moretti te horen dat hij, door het goede werk, weer terug mag komen naar de SEH. Al snel krijgt dr. Gates een aanvaring met dr. Kayson over de behandeling van een patiënt, dit zorgt ervoor dat dr. Moretti zich afvraagt of hij hem niet te snel terug gehaald heeft.

## Rolverdeling

### Hoofdrollen
- Goran Višnjić - Dr. Luka Kovac
- Maura Tierney - Dr. Abby Lockhart
- Mekhi Phifer - Dr. Gregory Pratt
- Parminder Nagra - Dr. Neela Rasgrota
- John Stamos - Dr. Tony Gates
- Scott Grimes - Dr. Archie Morris
- Stanley Tucci - Dr. Kevin Moretti
- Amy Aquino - Dr. Janet Coburn
- Sam Anderson - Dr. Jack Kayson
- J.P. Manoux - Dr. Dustin Crenshaw
- Linda Cardellini - verpleegster Samantha Taggart
- Laura Cerón - verpleegster Chuny Marquez
- Nasim Pedrad - verpleegster Suri
- Louie Liberti - ambulancemedewerker Bardelli
- Reiko Aylesworth - Julia Dupree
- Troy Evans - Frank Martin
- Steven Christopher Parker - Harold Zelinsky

### Gastrollen (selectie)
- Becky O'Donohue - Sophia
- Jessie O'Donohue - Layna
- Emily Rios - Tracy Martinez
- Jack Yang - Bevan Wong
- Ramy Zada - Vincent Greco
- Jonny Acker - Jeremy
- Barbara Anderson - Gina
- Jamie Chung - Jin Kim
- Payton Maguire - Emily